# Stora Agnsjön
Stora Agnsjön är en sjö i Tierps kommun och Östhammars kommun i Uppland och ingår i Forsmarksåns huvudavrinningsområde. Sjön är 3,7 meter djup, har en yta på 0,213 kvadratkilometer och befinner sig 29,9 meter över havet. Stora Agnsjön ligger i Florarna Natura 2000-område och skyddas av habitat- och fågeldirektivet. Sjön avvattnas av vattendraget Forsmarksån (Gammelån). Vid provfiske har bland annat abborre, braxen, gers och mört fångats i sjön. Sjön är en av källsjöarna till Forsmarksåns sjösystem.

## Delavrinningsområde
Stora Agnsjön ingår i delavrinningsområde (668898-161518) som SMHI kallar för Ovan Fälarån. Medelhöjden är 33 meter över havet och ytan är 45,14 kvadratkilometer. Det finns inga avrinningsområden uppströms utan avrinningsområdet är högsta punkten. Avrinningsområdets utflöde Forsmarksån mynnar i havet. Avrinningsområdet består mestadels av skog (56 procent) och sankmarker (38 procent). Avrinningsområdet har 1,31 kvadratkilometer vattenytor vilket ger det en sjöprocent på 2,9 procent.

## Fisk
Vid provfiske har följande fisk fångats i sjön:
- Abborre
- Braxen
- Gärs
- Mört
- Sarv